# Mbomou (prefectuur)
Mbomou is een van de prefecturen in het zuiden van de Centraal-Afrikaanse Republiek. Er wonen ongeveer 132.700 mensen, en de hoofdstad is Bangassou. De prefectuur is genoemd naar de gelijknamige rivier.
Bamingui-Bangoran · Basse-Kotto · Haute-Kotto · Haut-Mbomou · Kémo · Lobaye · Mambéré-Kadéï · Mbomou · Nana-Mambéré · Ombella-M'Poko · Ouaka · Ouham · Ouham-Pendé · Vakaga